# Mistrzostwa Europy w Lekkoatletyce 1954 – pięciobój kobiet
Pięciobój kobiet był jedną z konkurencji rozgrywanych podczas V Mistrzostw Europy w Bernie. Został rozegrany 27 sierpnia 1954 roku. Zwyciężczynią tej konkurencji została reprezentantka ZSRR Aleksandra Czudina. W rywalizacji wzięło udział dziewiętnaście zawodniczek z dwunastu reprezentacji.

## Rekordy
| Rekord świata     | Aleksandra Czudina (SUN) | 4704 | Bukareszt, Rumunia | 08-09.08.1953 |
| Rekord Europy     | Aleksandra Czudina (SUN) | 4704 | Bukareszt, Rumunia | 08-09.08.1953 |
| Rekord mistrzostw | Arlette Ben Hamo (FRA)   | 3221 | Bruksela, Belgia   | 25.08.1950    |

## Wyniki
| Poz. | Zawodniczka        | Punkty         | Kula    | Wzwyż   | 200 m  | 80 m ppł | W dal  |
| ---- | ------------------ | -------------- | ------- | ------- | ------ | -------- | ------ |
| 1    | Aleksandra Czudina | 3754 (4526) CR | 13,21 m | 1,58 m  | 25,9 s | 12,0 s   | 5,73 m |
| 2    | Maria Sander       | 3726 (4485)    | 12,09 m | 1,44 m  | 25,1 s | 11,2 s   | 5,71 m |
| 3    | Maria Sturm        | 3574 (4357)    | 11,88 m | 1,54 m  | 26,2 s | 11,9 s   | 5,61 m |
| 4    | Lena Stumpf        | 3571 (4336)    | 12,48 m | 1,44 m  | 25,9 s | 12,2 s   | 5,91 m |
| 5    | Sofija Burdulenko  | 3468 (4265)    | 12,48 m | 1,47 m  | 26,2 s | 11,6 s   | 5,20 m |
| 6    | Maria Ilwicka      | 3469 (4233)    | 11,14 m | 1,41 m  | 25,8 s | 11,8 s   | 5,73 m |
| 7    | Nina Winogradowa   | 3432 (4220)    | 11,26 m | 1,47 m  | 25,9 s | 11,9 s   | 5,44 m |
| 8    | Martha Lambert     | 3419 (4203)    | 10,81 m | 1,50 m  | 26,4 s | 11,9 s   | 5,53 m |
| 9    | Olga Modrachová    | 3395 (4189)    | 10,52 m | 1,60 m  | 26,4 s | 12,2 s   | 5,28 m |
| 10   | Mira Tuce          | 3380 (4176)    | 11,08 m | 1,50 m  | 26,0 s | 12,4 s   | 5,49 m |
| 11   | Arlette Ben Hamo   | 3312 (4106)    | 10,70 m | 1,47 m  | 26,5 s | 11,9 s   | 5,33 m |
| 12   | Trude Wareka       | 3214 (3992)    | 9,49 m  | 1,44 m  | 26,6 s | 12,1 s   | 5,52 m |
| 13   | Alena Holárková    | 3189 (3991)    | 10,00 m | 1,56 m  | 26,9 s | 12,1 s   | 4,91 m |
| 14   | Gretel Bolliger    | 3155 (3963)    | 11,39 m | 1,41 m  | 26,9 s | 12,2 s   | 5,13 m |
| 15   | Jorun Tangen       | 3129 (3928)    | 10,34 m | 1,401 m | 26,3 s | 12,2 s   | 5,10 m |
| 16   | Stina Cronholm     | 3105 (3928)    | 9,83 m  | 1,47 m  | 26,7 s | 12,3 s   | 5,08 m |
| 17   | Fani Argiriu       | 2957 (3776)    | 11,19 m | 1,41 m  | 28,5 s | 12,8 s   | 5,23 m |
| 18   | Alice Bernard      | 2709 (3498)    | 9,41 m  | 1,30 m  | 26,7 s | 13,1 s   | 4,79 m |
| –    | Alda Rossi         | DNF            | 11,03 m | 1,44 m  | –      | –        | –      |